# جایزه جهانی غذا
جایزه جهانی غذا یک جایزه بین‌المللی در خصوص صنایع غذایی می‌باشد. این جایزه به افرادی تعلق می‌گیرد که دستاوردهای قابل توجهی در خصوص ارتقاء کیفی و کمی مواد غذایی در سطح دنیا و توزیع بهتر آنها میان مردم، ایفا کرده باشند. این جایزه از سال ۱۹۸۶ (میلادی) بنیان‌گذاری شد و شرکت‌های تولیدکننده محصولات کشاورزی بیوتکنولوژی، حامیان اصلی آن محسوب می‌شوند. دبیرخانه فعلی این بنیاد در دی موین، آیووا واقع است و حامیان آن را اغلب، موسسات خیریه تشکیل می‌دهند و کنت ام کوئین نیز به عنوان مدیر آن، به فعالیت مشغول است. این همایش سالانه در روز ۱۶ اکتبر هرسال (روز جهانی غذا) برگزاری می‌شود و برنده آن، مبلغ ۲۵۰ هزار دلار آمریکا، جایزه دریافت می‌کند.